# Roc la Tour
Roc-la-Tour est le nom d'un site situé à une altitude de 400 m  dans la forêt domaniale de Château-Regnault sur les hauteurs de Monthermé, dans les Ardennes, aux confluents de la Meuse et de la Semois, caractérisé par des colonnes de quartzite qui seraient les vestiges d'un hypothétique « château du diable ». Le lieu est un des plus anciens sites visités de la région. Les traces des premiers voyageurs découvertes dans les années 1970 datent d'environ 15 000 ans. Par arrêté du 20 août 1935, Roc-la-Tour est classé site naturel sur la base des critères artistiques, pittoresques, scientifiques, historiques et légendaires.

## Description
Situé au confluent de la Meuse et de la Semois, Roc la Tour est aussi dénommé « Château du Diable ». Le site culmine à 408 mètres et domine la forêt adennaise dans un superbe cadre de verdure.
Orienté au sud-ouest, le petit massif de quartzite comporte à sa base un important éboulis de blocs pierreux. Il est essentiellement composé de trois tors (sortes de tours de 7 à 8 mètres d'élévation) et d’une petite paroi, dont la hauteur varie entre 10 et 15 mètres.

## La légende
« Le château du diable Roc-la-Tour »   
Un seigneur désargenté qui, pour plaire à sa belle et lui offrir une demeure digne de sa splendeur, aurait vendu son âme au diable en échange de la construction en une nuit d'un château. Avec son armée de sorciers, gnomes, lutins et autres créatures fantastiques, Satan se trouvait sur le point de réussir son entreprise lorsqu'un coq, réveillé par le vacarme, pensant que l'aube était arrivée poussa un cocorico faisant croire au diable qu'il avait perdu son pari. Celui-ci de rage démolit son ouvrage dont les murs dégringolèrent jusqu'à la Semoy et les colonnes restantes constitueraient les vestiges du château Roc-la-Tour .
Une autre version fait état d'un pèlerin qui aurait lancé un défi au diable dominant la région de la basse Semoy. Postés sur le Fay, les deux hommes devaient détruire à coups de pierres des quilles dressées en face sur le Roc-la-Tour. Satan ne parvint qu'à lancer sa boule dans le lit de la Semoy (un rocher appelé aujourd'hui roche des Diables) alors que le pèlerin mit en miettes la plupart des quilles. Satan reconnut dans le pèlerin Jésus-Christ et s'enfuit laissant une  demi-douzaine de colonnes.

## Sites archéologiques

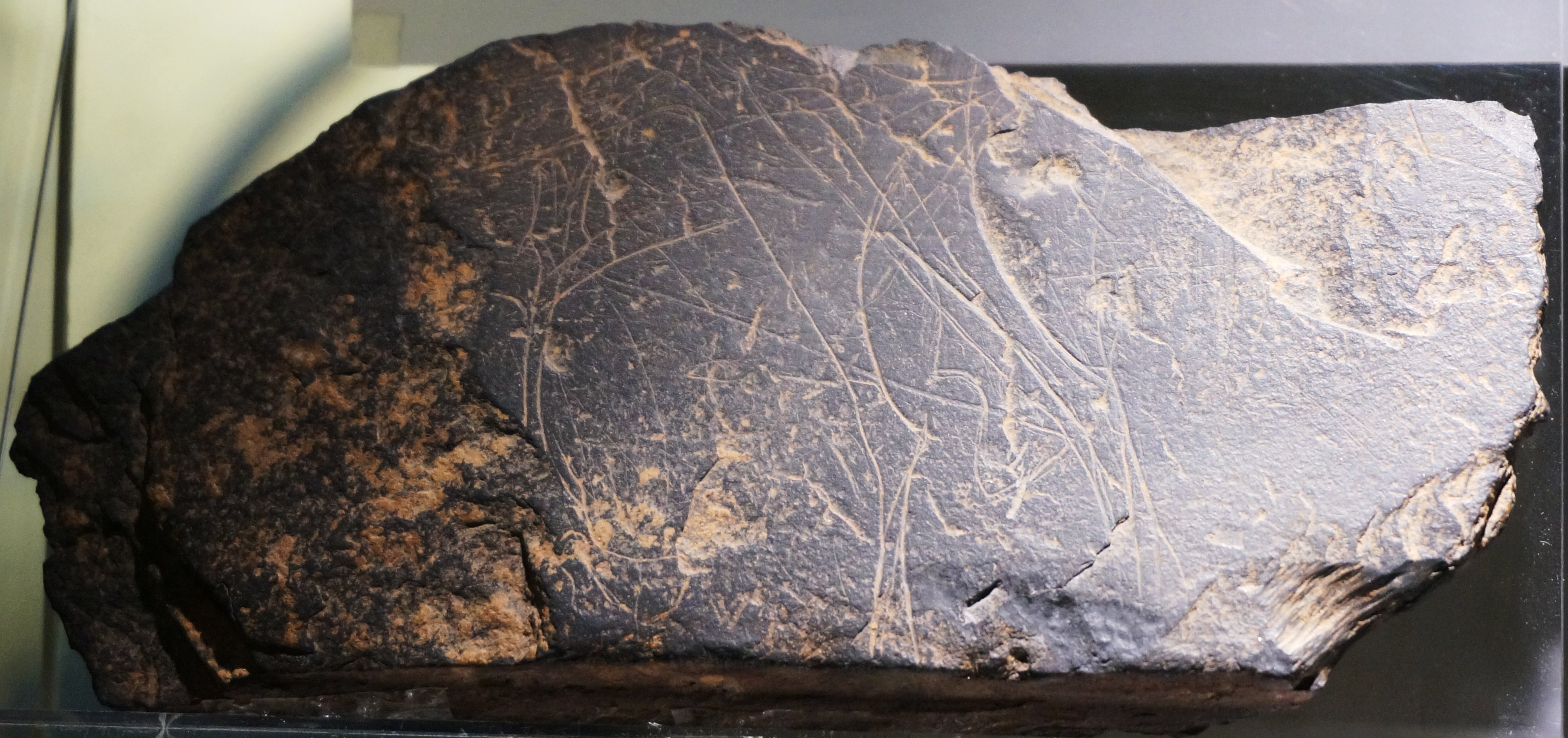
Pierre gravée au magdalénien avec ours et cervidés, musée de l'Ardenne.

Le site Roc-la-Tour a servi de campement à une douzaine de personnes à diverses reprises (20 à 40 fois ?) à la fin du Magdalénien (XIIIe siècle av. J.-C.) et trois cents ans plus tard, au Mésolithique, à une centaine de mètres du premier site, un autre groupe évalué à une cinquantaine de personnes. Le docteur Jean-Georges Rozoy et son épouse Colette ont fouillé ces emplacements découverts en 1970 par Rémy Pia. Après les fouilles des années 1970 Jean-Georges Rozoy fit un sujet de thèse sur le site mésolithique (Roc-la-Tour II) et avec son épouse et une équipe de bénévoles, il réalisa des fouilles du campement magdalénien (Roc-la-Tour I), pendant les étés de 1980 à 1986. Le compte rendu de ces recherches a été publié dans un ouvrage édité en 2004 et certaines pièces archéologiques sont conservées au musée de l'Ardenne à Charleville.

## Escalade
Aujourd'hui le site est régulièrement utilisé pour l'escalade et comporte 40 voies d'ascension allant du 3 au 6b. La course à pied annuelle, en pleine nature et d'endurance, Ardennes Mega trail (AMT), passe traditionnellement par ce site.

### Sources web
- « Deux modes de chasse sur le plateau ardennais (1985) », sur Rozoy.fr (consulté le 8 janvier 2013).
- « Escalade à Roc la Tour », sur Mediatourtv.com